# Jakob Hainz
Jakob Hainz von Korbest (n. 1775, Arad, Monarhia Habsburgică – d. 30 martie 1839, Viena, Imperiul Austriac) a fost un constructor și arhitect austriac.

## Viața

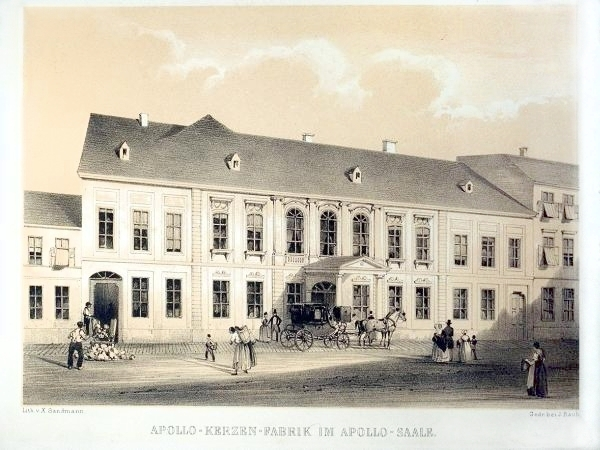
Sala Apollo

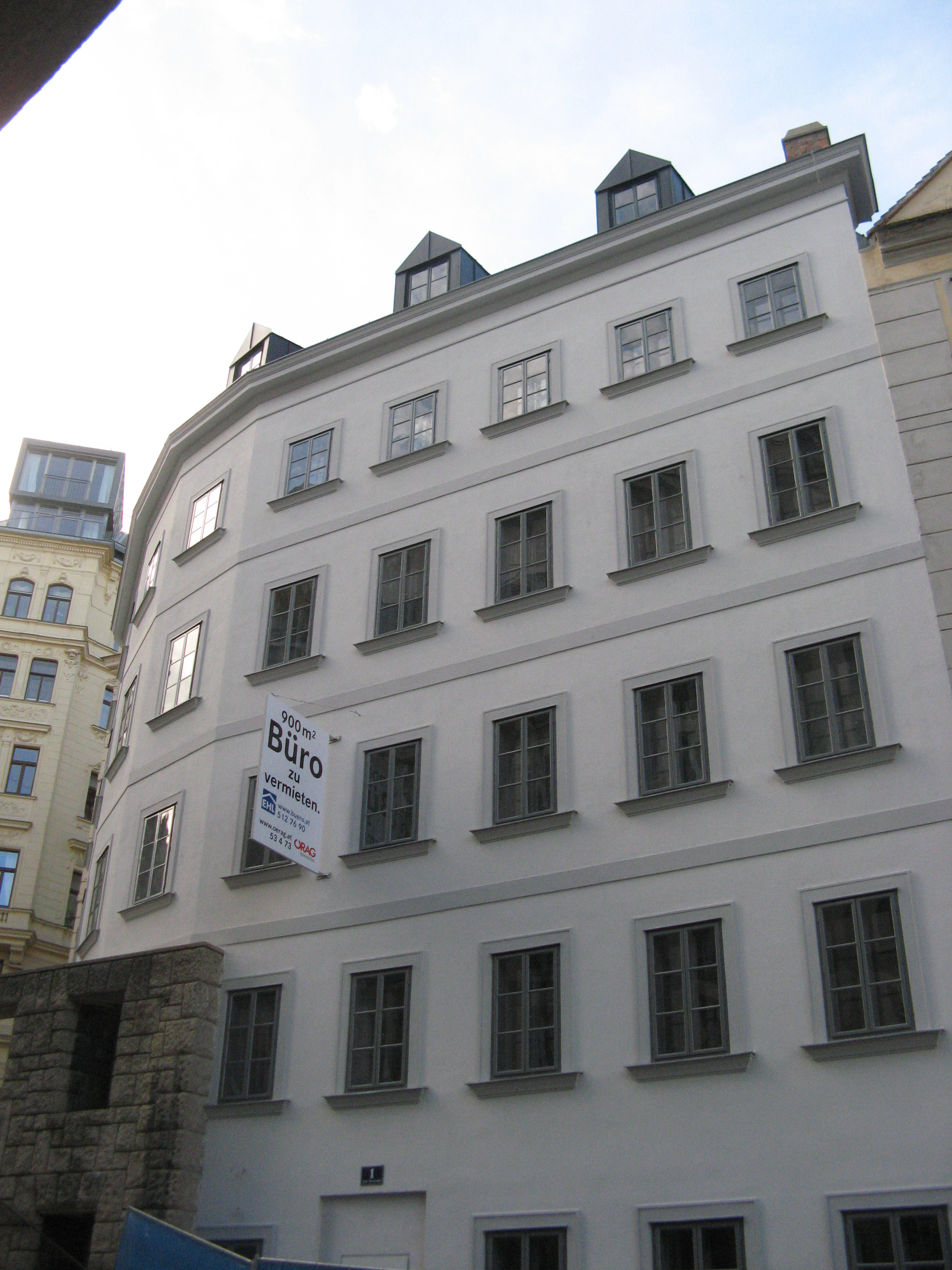
Casă de locuit, Am Gestade 1 (1823)

Jakob Hainz, fiul lui Paul Hainz, un maestru constructor din Arad, este cunoscut în principal pentru contribuțiile sale în domeniul arhitecturii în Viena. Data exactă a sosirii sale în capitala austriacă rămâne incertă. Cu toate acestea, este documentat faptul că s-a stabilit în suburbia Mariahilf. În anul 1806, el s-a căsătorit cu Franziska, fiica lui Leopold Grossmann, un reputat arhitect al orașului. 
În anul 1811 a solicitat admiterea la examenul de maestru în cadrul breslei meșterilor constructori și pietrari, în vederea obținerii calificării de arhitect al orașului la Viena. Această încercare a eșuat timp de mai mulți ani, până când în 1817 a putut prezenta un decret al administrației orașului care îi permitea să desfășoare orice activitate de construcție în oraș fără a mai fi necesară o examinare suplimentară. În cele din urmă, în 1819, a fost admis în cadrul breslei.
În afara activității sale ca constructor, Hainz a manifestat interes pentru dezvoltarea sistemului feroviar. În 1834 a solicitat autorizarea pentru construcția unei linii ferate în zona Vienei, care să fie utilizată nu ca tramvai tras de cai, ci ca linie de cale ferată cu locomotivă. Traseul planificat includea Meidling, Schönbrunn, Hietzing, Lainz, Atzgersdorf, Liesing, Perchtoldsdorf, Brunn am Gebirge, Maria Enzersdorf, Mödling, Gumpoldskirchen până la Baden, o rută similară cu cea ulterioară a căii ferate Vienna-Gloggnitz (aprobată în 1838). Cu toate acestea, lipsa de permisiuni pentru exproprierea proprietăților private afectate a fost o piedică în realizarea proiectului.
În 1835, împăratul Ferdinand I a conferit lui Hainz moșia Korbest din județul Arad și l-a înălțat la rangul de nobil maghiar. Tragic, Hainz a încetat din viață în 1839, căzând victimă unei febre nervoase, fiind ulterior înmormântat în cimitirul Matzleinsdorf.

## Activitate
Jakob Hainz a construit în principal case cu două etaje în Mariahilf și în alte suburbii, acestea fiind destinate atât locuinței, cât și activității meșterilor și muncitorilor la domiciliu. Aceste case puteau fi adaptate relativ ușor prin mutarea pereților, pentru a răspunde nevoilor în schimbare. În calitate de arhitect de oraș, Hainz a supervizat mai multe proiecte ale renumitului arhitect Joseph Kornhäusel în calitate de constructor executiv. De asemenea, Hainz a adus contribuții semnificative în aspectul interior al camerelor și în designul fațadelor propriilor sale clădiri. Cu toate acestea, majoritatea caselor construite de el au fost fie demolate, fie reconfigurate de-a lungul timpului, deoarece stilul Biedermeier nu mai corespunde cerințelor epocii actuale.

## Lucrări
- Sala Apollo, Zieglergasse 15, Viena 7 (demolată mai târziu) (1807)
- Bloc de locuințe, Gumpendorfer Straße 85, Viena 6 (modificat ulterior) (1808)
- Bloc de locuințe, Ungargasse 32, Viena 3 (modificat ulterior) (1819)
- Bloc de locuințe, Schimmelgasse 4, Viena 3 (1820)
- Bloc de locuințe, Schimmelgasse 18, Viena 3 (1820)
- Bloc de locuințe, Stuckgasse 3, Viena 7 (1820)
- Bloc de locuințe, Liniengasse 12, Viena 6 (modificat ulterior) (1821)
- Bloc de locuințe, Am Gestade 1, Viena 1 (modificat ulterior) (1823)
- Bloc de locuințe, Währinger Straße 20, Viena 9 (fațada schimbată ulterior) (1827)
- Clădire rezidențială Zum goldenen Engel, Weihburggasse 15, Viena (modificat ulterior) (1829)
- Kleeblatthaus, Tuchlauben 11, Viena 1 (modificat ulterior) (1837–1838)